# ジャック・サンティニ
ジャック・サンティニ（Jacques Santini、1952年4月25日 - ）は、フランス出身の元サッカー選手・サッカーフランス代表監督。
トゥールーズ、リール、サンテティエンヌ、ソショー、といったリーグ・アンの数々のクラブで指揮を執り、2002年にはリヨンをリーグ優勝に導き、その後リーグを代表するチームへと成長したチームの礎を築くと、同年ロジェ・ルメールの後を受けてフランス代表監督に就任。2004年のEURO2004まで指揮を執った。
その後、トッテナムの監督を経て、オセールの監督を務めるも、成績不振により解任された。

## 選手経歴
- ASサンテティエンヌ 1969-1981
- モンペリエHSC 1981-1983
- CAリジュー 1983-1985（※監督兼任）

## 指導者経歴
- CAリジュー 1983-1985（※選手兼任）
- トゥールーズFC 1985-1989
- リールOSC 1989-1992
- ASサンテティエンヌ 1992-1994
- FCソショー 1994-1995
- オリンピック・リヨン 2000-2002
- フランス代表 2002-2004
- トッテナム・ホットスパーFC 2004
- AJオセール 2005-2006